# Tinea hongorella
Tinea hongorella är en fjärilsart som beskrevs av Aleksei Konstantinovich Zagulajev 1975. Tinea hongorella ingår i släktet Tinea och familjen äkta malar.
Artens utbredningsområde är Mongoliet. Inga underarter finns listade i Catalogue of Life.